# Вбивство Авеля Каїном

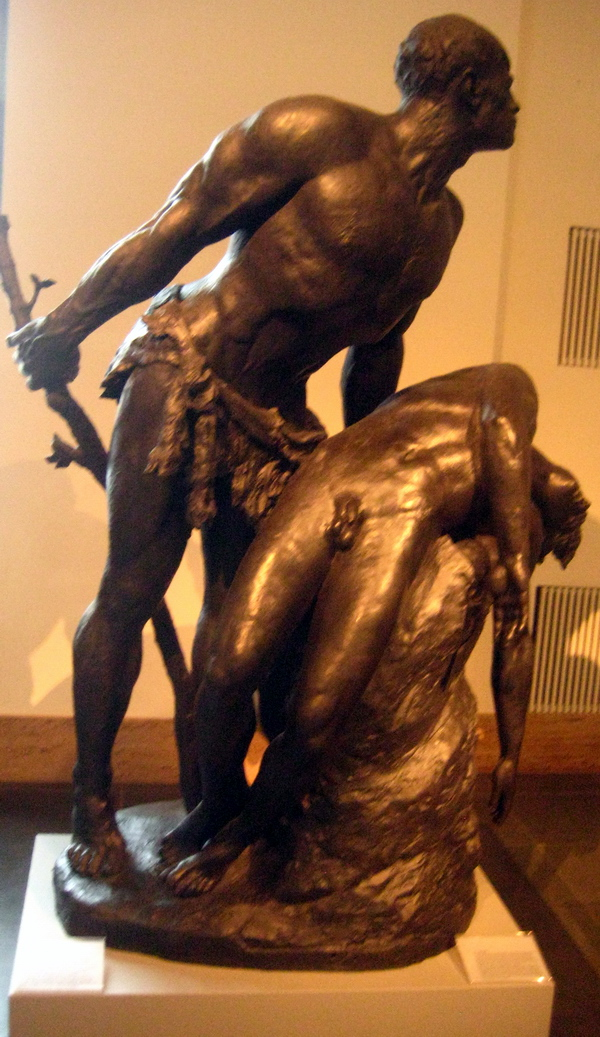
Каїн та Авель. Р. Бегас, бронза, 1895; Німецький історичний музей

Вбивство Авеля Каїном — біблійний старозавітний сюжет 4-го розділу Книги Буття, коли перший син Адама і Єви, землероб Каїн, убив свого молодшого брата Авеля, пастуха овець (Бут 4:8), — через те, що дар, принесений Авелем, виявився угодним Богу, на відміну від приношення Каїна.
|             | Через деякий час Каїн приніс від плодів землі дар Господеві, і Авель також приніс від первородних стада свого і від тука їх. І поглянув Господь на Авеля та на дар його, а на Каїна та на дар його не побачив. |
| — Бут 4:3-4 | |

## Історія
Каїн та Авель у Біблії — два брати, сини Адама та Єви. Згідно з Книгою Буття, Каїн був першим в історії вбивцею, Авель — першою жертвою вбивства. Авель був пастухом овець, Каїн — хліборобом. Каїн приніс у дар Богові від плодів землі, Авель же приніс у жертву тварин свого стада.

## Тлумачення у Біблії
Книга Буття не вказує на причини прийняття Богом жертви Авеля і відмову від жертви Каїна, і тому ця біблійна подія має різні тлумачення. Прихильне прийняття жертви Авеля, яка була «краще», пояснюється силою віри Авеля, якою він «отримав свідчення, що він праведний» (Євр 11). Крім того, наголошувалося, що жертва Авеля була «від первородних стада».
У християнській традиції Авель розглядається як перший мученик і перший гнаний праведник.

## В юдаїзмі
Рабин Еліягу Ессас з посиланням на Мідраш повідомляє, що:
- разом із Авелем народилися дві дівчинки. Одна з них стала дружиною Авеля. А ось щодо другої — чиєю дружиною вона буде — і посперечалися Каїн з Авелем[6].